# Tericka Dye
Tericka Dye (San Luis, Misuri; 10 de noviembre de 1972) es una ex actriz pornográfica más conocida por su nombre artístico Rikki Anderson. Más tarde, cuando se hacía llamar por el nombre de Tera Myers, llegó a los titulares nacionales cuando, después de retirarse de la industria para adultos y convertirse en maestra en Kentucky, se descubrió su breve carrera pornográfica.

## Carrera pornográfica
Después de servir en el ejército de los Estados Unidos, hizo algunas películas en 1997, incluida Double Your Pleasure Double Your Fun. Después, se volvió a alistar. Estaba estacionada en Fort Lewis como miembro de la Policía Militar en la Instalación de Confinamiento Regional del Ejército. Apareció en algunas películas más después de esto, incluida Major Slut de Cream Entertainment Group, y fue una estrella contratada por dicho estudio. Dye apareció en al menos 14 películas para adultos en total, grabando otras tantas para estudios como Metro, destacando Anal Cravings 13, Exit Only 6, In Thru the Out Door 7, Pussy Crimes, Sex Freaks 10 o Wet Cum Shots 6.
Más tarde reveló que sufría de trastorno bipolar, y apareció en su primera película pornográfica en 1995 porque no tenía hogar, estaba desempleada y buscaba tratamiento. Dijo que usó un seudónimo durante el único día de filmación en el que estuvo involucrada, diciendo: "Me arrepiento absolutamente al 100% de haber hecho eso. Siempre he tratado de mirar hacia adelante y no concentrarme en eso. Pero no me diagnosticaron en el tiempo". Dye tenía 22 años de edad cuando apareció en su primera película para adultos, y pasó a recibir un título de licenciatura de la Universidad Estatal de Murray.

## Controversia
Dye se reincorporó al ejército después de dejar la industria de la pornografía y utilizó el G.I. Bill para asistir a la universidad. Apareció en el episodio del 6 de diciembre de 2006 del talk show El show del Dr. Phil, donde explicó que había trabajado en Reidland High School en Paducah (Kentucky). Dye fue profesora de ciencias y entrenadora de voleibol en la escuela secundaria hasta 2006, cuando los funcionarios escolares se enteraron de su carrera pornográfica. Según ynot.com, "Dye fue suspendida del trabajo, prohibida en la propiedad de la escuela, su contrato no se renovó una vez que expiró y nunca se le dio una audiencia pública porque se le pagó hasta el final de su contrato". Los compañeros escolares dijeron que sería una interrupción en el entorno de aprendizaje, pero Dye afirmó que sería un buen ejemplo para los estudiantes ya que había "superado una infancia problemática con un padre alcohólico" y cambió su vida a pesar de tener trastorno bipolar, además de necesitar el dinero para la manutención de sus cuatro hijos. Dye también pasó un tiempo como profesora de ciencias en Marshall County High School en Benton (Kentucky), donde vivió una vez.
En mayo de 2006 se defendió diciendo: "Soy una chica del lado equivocado de los caminos que ha tomado muchas malas decisiones en la vida. Cualquiera que haya estado en mi salón de clases podría decirte cuánto amo enseñar y cuánto Amo a estos estudiantes, y eso debería ser lo que más importa en mi pasado". En 2007, el abogado de Dye confirmó que no presentaría la apelación de una demanda contra las Escuelas Públicas del Condado de McCracken y que se mudaría de Kentucky, aunque no reveló dónde.

### Incidente de 2011
En marzo de 2011, Don Senti, superintendente interino del distrito escolar de Parkway en el condado de San Luis de Misuri, dijo que Dye estaba de licencia administrativa de su puesto en la escuela a petición suya. Su decisión, concedida "por respeto a su privacidad y la de su familia", se produjo después de que una estudiante le preguntara sobre su carrera pornográfica. El distrito dijo que Dye pasó verificaciones de antecedentes antes de ser contratada como maestra en 2007, pero no supo de su pasado hasta que la estudiante se enteró en línea, porque su carrera en la industria era legal y sus referencias no discutían eso. Un representante del distrito dijo que Parkway se comunicó con la escuela de Kentucky para verificar sus referencias en 2007, y no se hizo mención de su suspensión o paso por la pornografía.
Se continuó pagando a Dye hasta el final del semestre, momento en el cual ella dejó el Distrito Escolar de Parkway. "Estamos sorprendidos, muy sorprendidos", dijo Paul Tandy, representante del distrito escolar de Parkway. "Al mismo tiempo, lo sentimos por ella y su familia. Creemos que ha tratado de seguir adelante con su vida [...] Desafortunadamente, a pesar de que sucedió hace 15 años, [el video] todavía está ahí". Dye fue apoyada por padres y otros educadores en el momento de su suspensión de 2006, y los estudiantes continuaron defendiéndola en 2011.
Según las noticias de KMOV, el nombre de Dye mientras trabajaba en San Luis era Tera Myers, nombre que coincidía con el que se presentaba en el sitio web de Parkway North High School, donde era profesora de ciencias. Según Tandy, Dye "estaba preocupada por el impacto que tendría en el edificio", y, el 4 de marzo, informó al director de la escuela de su pasado después de que el estudiante le preguntara. Myers también fue la entrenadora de voleibol femenino en Parkway North High School.